# آن بينفولد سترييت
آن بنفولد ستريت (1932-2016) هي واحدة من علماء الرياضيات الرائدين في أستراليا، حيث تخصصت في المركبات. وتعتبر ثالث أستاذة للرياضيات في أستراليا بعد هانا نيومان وشيريل برايجر. ألّفت العديد من الكتب المدرسية، وأصبح عملها في مجموعات خالية من الجمع مرجعا قياسيا لموضوعها. ساعدت في تأسيس العديد من المنظمات الهامة في مجال المركبات، وطورت شبكة من الباحثين، ودعمت الطلاب الشباب المهتمين بالرياضيات.

## النشأة والتعليم
ولدت ستريت في 11 أكتوبر 1932 في ملبورن، ابنة باحث طبي. حصلت على درجة البكالوريوس في الكيمياء من جامعة ملبورن عام 1954، أثناء عملها هناك كمدرس في الكيمياء وأيضًا دراسة الرياضيات. أنهت درجة الماجستير في الكيمياء في ملبورن عام 1956. خلال هذا الوقت تزوجت من كيميائي آخر من ملبورن، نورمان ستريت، وفي عام 1957 انتقلت عائلة ستريت وابنتهما الصغيرة إلى جامعة إلينوي في أوربانا شامبين حيث حصل نورمان ستريت على وظيفة جديدة.
في إلينوي، بدأت ستريت في دراسة الرياضيات مرة أخرى. بعد انتقالها إلى ميلدورا ثم عودتها إلى أوربانا، حصلت على الدكتوراه في جامعة إلينوي في عام 1966، بأطروحة حول نظرية المجموعة أشرف عليها ميتشيو سوزوكي.

## حياتها المهنية
بعد حصولها على الدكتوراه، أصبحت ستريت محاضرة في جامعة كوينزلاند في عام 1967. وأثناء استمرارها في هذا المنصب، قضت عامًا تعمل على أبحاث ما بعد الدكتوراه في جامعة ألبرتا، وعند عودتها إلى كوينزلاند في عام 1970 تمت ترقيتها إلى محاضر أول، ثم تمت ترقيتها مرة أخرى إلى منصب قارئ في عام 1975، ومنحت كرسيًا شخصيًا كأستاذ في عام 1985. في كوينزلاند، أدارت مركز الرياضيات المنفصلة والحوسبة منذ إنشائه في عام 1998 حتى عام 2004. كما شغلت مناصب أستاذة زائرة في جامعة واترلو، وجامعة ريدينغ، وجامعة مانيتوبا، وجامعة إلينوي في أوربانا شامبين، وجامعة أستراليا الغربية، وجامعة أوبورن، وجامعة كانتربري.

## عطاءها للرياضيات
أصبحت ستريت رئيس التحرير المؤسس لمجلة كومبيناتوريس الأسترالية في عام 1990، واستمرت في العمل كرئيسة تحرير حتى عام 2001. ساعدت في تأسيس معهد كومبيناتوريس وتطبيقاته (ICA)، أصبحت أحد زملائها المؤسسين، وعملت كمحرر لنشرة ICA منذ تأسيسها في عام 1991 حتى عام 2014. كانت الرئيسة لICA من عام 1996 إلى 2002. كانت الرئيسة المؤسسة لجمعية الرياضيات المركبة الأسترالية ‏ للمدة الرئاسية 1997-1998. عملت أيضًا كرئيسة للجنة الأولمبياد الرياضية الأسترالية من عام 1996 إلى عام 2001.

## الجوائز والتكريم
منح الصندوق الأسترالي للرياضيات سترييت جائزة برنهارد نويمان لعام 1994 للتميز في إثراء الرياضيات. منحتها جامعة واترلو الدكتوراه الفخرية في عام 1996. في عام 1999، منحتها جمعية الرياضيات المركبة في أستراليا ميداليتها الافتتاحية للخدمة المتميزة. تم تسميتها عضوًا في وسام أستراليا في حفل تكريم عيد ميلاد الملكة لعام 2014، بشكل رئيسي لعملها مع صندوق الرياضيات الأسترالي واللجنة الأسترالية لأوليمبياد الرياضيات.
تم إنشاء جوائز آن بينفولد سترييت لجمعية الرياضيات الأسترالية، وهي مبادرة لتوفير الرعاية الأسرية لعلماء الرياضيات المسافرين، تيمنا باسمها. بدءًا من عام 2016، أصبحت جائزة أفضل ورقة بحثية للطلاب من المؤتمر الأسترالي السنوي للرياضيات المركبة والحوسبة التوافقية (ACCMCC) تُعرف باسم جائزة شارع سي إم إس أي أن بنفولد للطلاب.

## معلومات شخصية
ديبورا جيه ستريت، ابنة ستريت، هي عالمة إحصاء بجامعة سيدني للتكنولوجيا، ومؤلفة مشاركة (مع والدتها) لكتاب عن التصميم الاندماجي للتجارب. ابنها توني ستريت باحث في الدراسات الإسلامية بجامعة كامبريدج.
توفيت سترييت في 28 ديسمبر 2016.

## كتبها
- التوافقية: مربعات الفراغ، مجموعات خالية من الجمع، مصفوفات هادامارد (مع دبليو دي واليس وجينيفر سيبيري واليس، سبرينغر، ملاحظات محاضرة في الرياضيات 292، 1972)
- النظرية التوافقية: مقدمة (بالتعاون مع دبليو دي واليس، مركز تشارلز باباج للأبحاث، 1977)
- التوافقية: دورة أولى (مع WD Wallis، مركز تشارلز باباج للأبحاث، 1982)
- توليفات التصميم التجريبي (بالتعاون مع ستريت ديبورا، مطبعة جامعة أكسفورد، 1987)
- الرياضيات المنفصلة: المنطق والبنية (مع إليزابيث جي بيلينجتون، ملبورن: لونجمان شيشاير، 1990؛ الطبعة الثانية، 1993)